# Stormen Tuva
Stormen Tuva kallas den storm som den 31 januari 2008 drog in över södra Norge och Götaland i Sverige. På Koster uppnåddes orkanbyar på 35 m/s, på Väderöarna 34 m/s. Även Skåne drabbades av stormen. 3 000 av E.ON:s kunder blev utan elström i Skåne. 
Stormen uppstod genom att ett djupt lågtryck bildades i Labradorhavet sydväst om Grönland och rörde sig förbi Island den 30 januari. Lågtrycket gavs namnet "Resi" av Freie Universität Berlin. Torsdagen 31 januari fördjupades det till 950 hektoPascal och rörde sig långsamt över Norska havet i en bana rakt över Färöarna och Shetlandsöarna. Under torsdagen drabbades stora områden runt om lågtryckscentrumet av stormar och dåligt väder. I Irländska sjön led fraktfärjan "The Riverdance" skeppsbrott. Färöarna lamslogs av en våldsam snöstorm. I Norge drabbades Sörlandet och Östlandet av extremt väder som gavs namnet Tuva av det norska meteorologiska institutet. Sydsverige drabbades av både en varmfront och en kallfront.
Fredagen den 1 februari flyttade sig lågtrycket över Nordsjön ner mot Stavanger i Sydnorge. Fronterna, som också åstadkom stor nederbörd, flyttade sig norrut över Sverige. Den 2 februari delade sig lågtryckscentrum i två på cirka 970 hPa belägna över norra Skandinavien och mattades sedan av. Den 3 februari kom nästa lågtryck in över Norska havet och dominerade väderbilden över norra Västeuropa.
Tuva var den tredje stormen som drabbade Sverige i januari 2008.